# Arabian Horse Association
L'Arabian Horse Association (AHA) est l'organisme international qui détient l'unique registre d'élevage pour le cheval arabe aux États-Unis. Fondée par Homer Davenport, elle travaille de concert avec l'United States Equestrian Federation pour noter les shows et nommer les juges de chevaux arabes.